# Avfallstrappan
Avfallstrappan eller "avfallshierarkin" anger en hierarki för i vilken ordning olika metoder för att behandla avfall bör användas. Den grundar sig på EU-direktiv och är en metod för att uppnå EU:s miljömål. Principen är också införd i svensk lagstiftning där förebyggande av avfall (det högst prioriterade steget) beskrivs i miljöbalkens hänsynsregler och de övriga stegen beskrivs i miljöbalkens kapitel som handlar om avfall.
Avfallstrappan är uppdelad i 5 steg:
1. Minimera mängden avfall. Genom styrmedel av olika slag skall mängden avfall minimeras. Styrmedlen skall utformas så att producenter använder så effektiva produceringsmetoder som möjligt. Dessutom skall konsumtionsmönster förändras.
2. Återanvändning. Allt avfall skall i så hög grad som möjligt återanvändas. Detta är en hanteringsform som idag främst sköts av ideella verksamheter, vilka samlar in brukbara objekt. Återvinningscentraler med återanvändningssystem börjar dock alltmer bli vanligt i Sverige.
3. Återvinning. Då råvaror kan återvinnas sparas stora resurser. Exempelvis kan pappers- och ståltillverkning börja i pappersbruk eller stålverk istället för skogen eller gruvan. Här kommer dessutom det så kallade producentansvaret in i bilden som också är ett styrmedel för att producenter själva får ansvara för sitt avfall. Idag är det lagstiftat för fyra avfallsslag: returpapper[5], däck[6], förpackningar[7] och bilar[8].
4. Energiutvinning. Brännbart avfall är en resurs för energiutvinning i fjärrvärmeverk och elproducerande kombikraftverk där det kan användas för att alstra värme och el.
5. Deponering. I sista hand är det fråga om deponering på en soptipp, alltså det sämsta alternativet. Det gäller avfall som inte kan användas som en resurs.

I miljöbalken beskrivs närmare hur ansvar fördelas och hur olika avfallsslag skall hanteras.
Innovationsprogrammet RE:Source har tagit fram en modell kallad Materialhjulet. Modellen fokuserar på materialens funktion och på hur de används och har kallats för en utmanare av avfallstrappan. 